# Derecho canónico administrativo
El Derecho administrativo canónico o de la Iglesia es la parte del Derecho público que tiene el objetivo de la organización y las formas de actividad de la administración pública y las relaciones jurídicas entre las administraciones y los demás sujetos.
En el derecho canónico administrativo se trata la organización de la Iglesia católica y las relaciones entre la administración eclesiástica y los fieles. Entre ellas destaca que desde el Código de Derecho Canónico, promulgado en 1983, existe la posibilidad de presentar un recurso administrativo contra las decisiones de la administración. En el derecho canónico se llama recurso jerárquico.

## Enlaces
- Organización eclesiástica en Ius Canonicum
- Foro sobre organización eclesiástica

- Datos: Q5803426